# اودوویتا
اودوویتا (به لاتین: Udowita) یک منطقهٔ مسکونی در سری‌لانکا است که در استان مرکزی (سری‌لانکا) واقع شده‌است.